# 东兰县

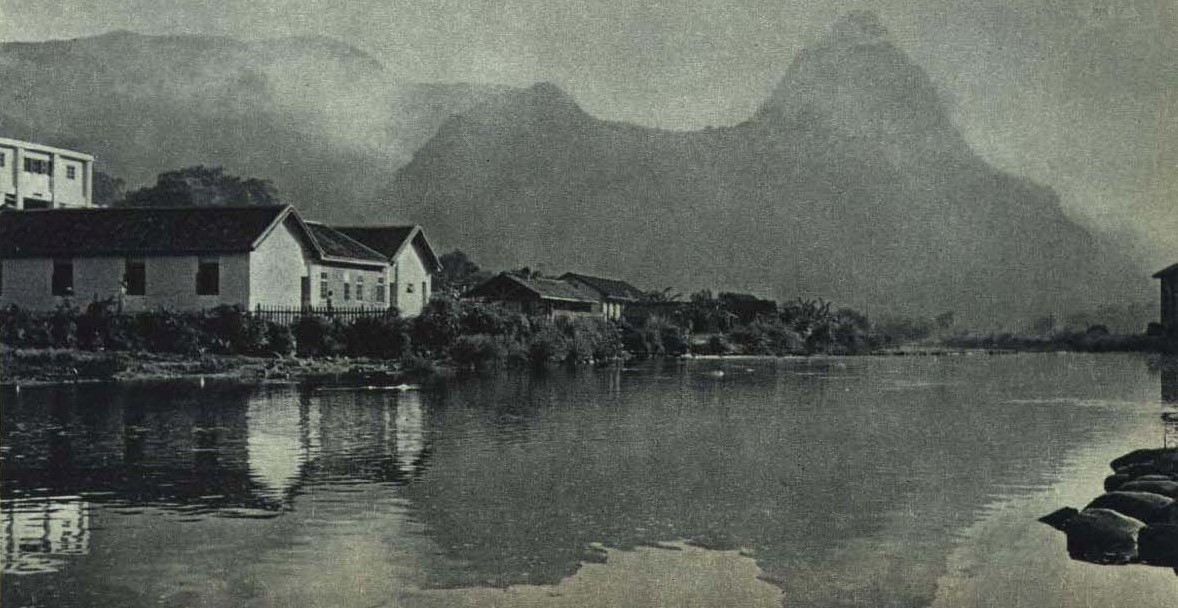
1963年 广西东兰县九曲河

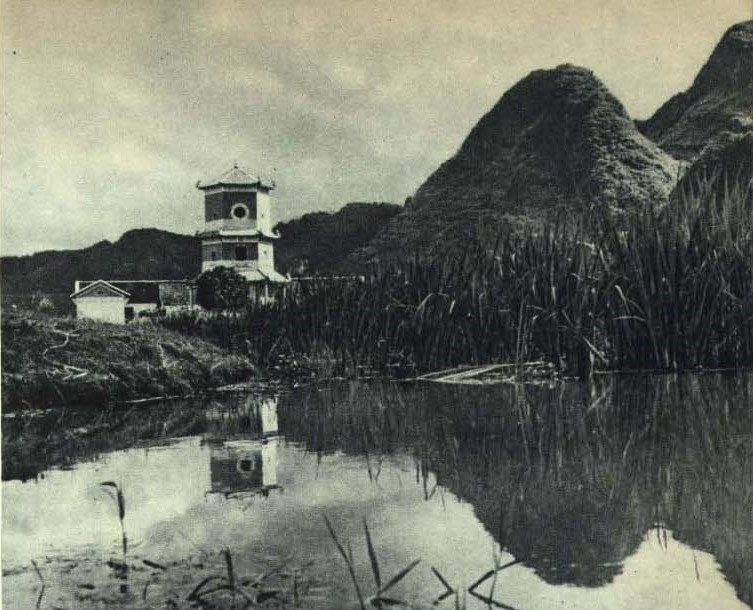
1963年 广西东兰县魁星楼

东兰县是中国广西壮族自治区河池市所辖的一个县。总面积为2435平方公里，縣人民政府駐東蘭鎮。

## 行政区划
东兰县下辖6个镇、7个乡、1个民族乡：
东兰镇、隘洞镇、长乐镇、三石镇、武篆镇、长江镇、泗孟乡、兰木乡、巴畴乡、金谷乡、三弄瑶族乡、大同乡、花香乡和切学乡。

## 人口
根據第七次人口普查數據，截至2020年11月1日零時，東蘭縣常住人口為219549人。
2002年总人口27.8万人，其中壮族占85%。

## 交通
- 汕昆高速、 323国道、 357国道过境。

## 经济
2004年，全县实现地区生产总值68749万元，其中第一产业增加值25718万元，第二产业增加值 16690万元，第三产业增加值26341万元；财政收入7886万元；全社会固定资产投资52050万元；社会消费品零售总额26886万元；农民人均纯收入1458元；城镇居民可支配收入5629元。

## 特产
东兰墨米酒：中国地理标志产品。东兰墨米是当地高寒山区农家长期选育野生墨谷而成的珍稀稻种，已有数百年的种植历史。墨米酒属保健黄酒，东兰农村历来有自酿墨米酒的传统，其酿制历史可追溯到宋朝。